# Edmund Szycstadion
Het Edmund Szycstadion (Pools: Stadion im. Edmunda Szyca) is een multifunctioneel stadion in Poznań, een stad in Polen. 

## Geschiedenis
Het stadion werd in 1929 geopend tijdens een Poolse Tentoonstelling, Powszechna Wystawa Krajowa. Het werd gebruikt door de voetbalclub Warty Poznań. Het stadion heette in 1929 Stadion im. 22 lipca. Die naam droeg het tot 1989, daarna werd toen vernoemd naar Edmund Szyc, een van de oprichters van Warta Poznań. Tijdens de opening al bleek dat de tribunes niet stevig genoeg waren. Er waren herstelwerkzaamheden nodig, maar deze kwamen aanvankelijk niet van de grond. Na de Tweede Wereldoorlog werd het stadion jarenlang gerenoveerd. 
Na de sluiting van het stadion is het in verval geraakt.

## Interlands
| Voetbalinterlands | Voetbalinterlands | Voetbalinterlands        | Voetbalinterlands | Voetbalinterlands    | Voetbalinterlands |
| №                 | Datum             | Wedstrijd                | Uitslag           | Competitie           | Toeschouwers      |
| ----------------- | ----------------- | ------------------------ | ----------------- | -------------------- | ----------------- |
| 1                 | 25 oktober 1931   | Polen – Joegoslavië      | 6–3               | vriendschappelijk    | 15.000            |
| 2                 | 2 september 1962  | Polen – Hongarije        | 0–2               | vriendschappelijk    | 40.000            |
| 3                 | 22 september 1963 | Polen – Turkije          | 0–0               | vriendschappelijk    | 52.000            |
| 4                 | 6 mei 1970        | Polen – Ierland          | 2–1               | vriendschappelijk    | 23.232            |
| 5                 | 10 mei 1972       | Polen – Zwitserland      | 0–0               | vriendschappelijk    | 25.000            |
| 6                 | 9 oktober 1974    | Polen – Finland          | 3–0               | EK 1976 kwalificatie | 38.724            |
| 7                 | 26 maart 1975     | Polen – Verenigde Staten | 7–0               | vriendschappelijk    | 10.000            |
| 8                 | 26 mei 1976       | Polen – Ierland          | 0–2               | vriendschappelijk    | 15.000            |
| 9                 | 5 april 1978      | Polen – Griekenland      | 5–2               | vriendschappelijk    | 10.000            |
| 10                | 28 mei 1980       | Polen – Schotland        | 1–0               | vriendschappelijk    | 20.000            |